# المهماز (مجلة فلسطينية)

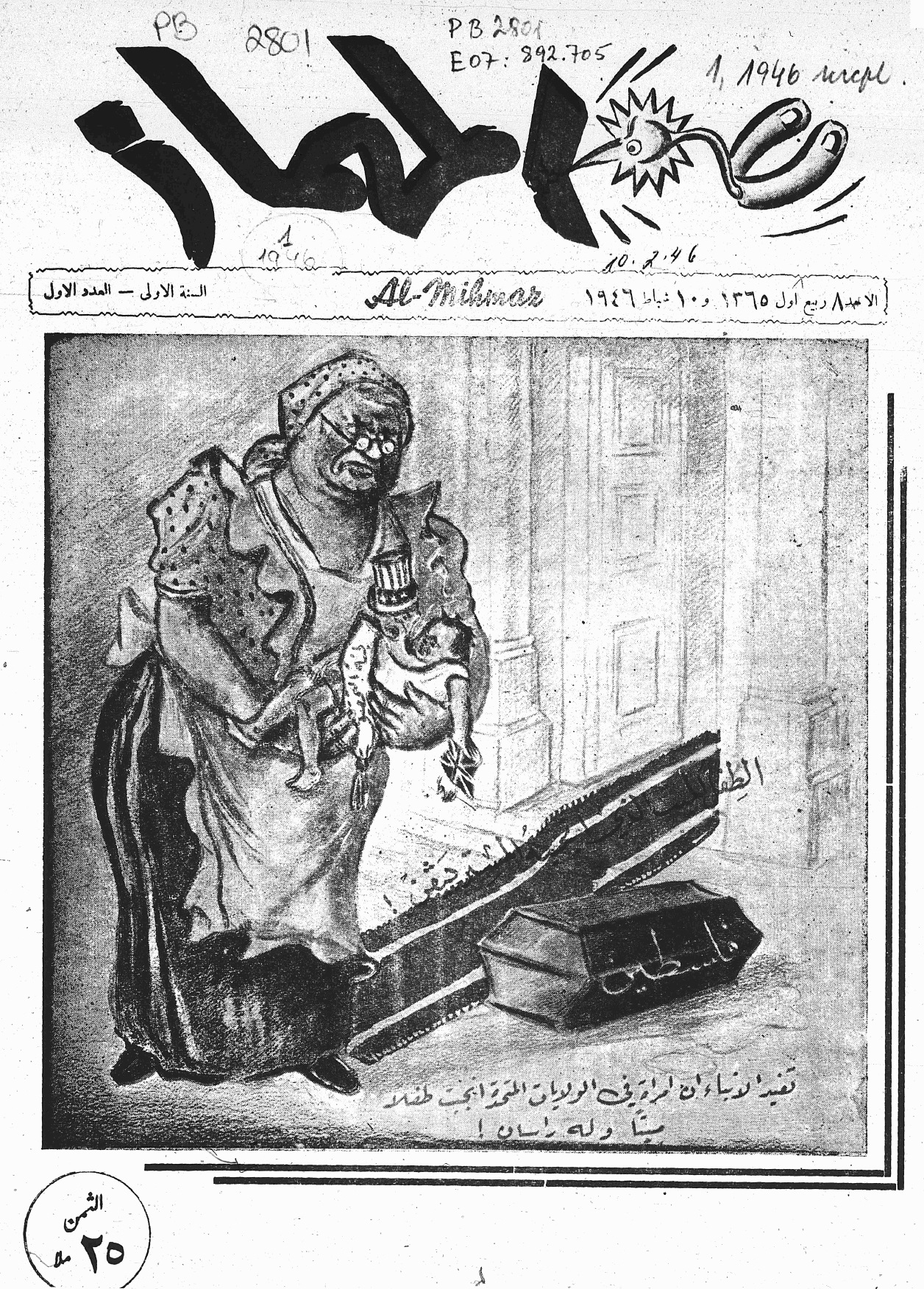
غلاف المهماز (مجلة فلسطينية)

مجلة المهماز هي مجلة فلسطينية أسبوعية ثقافية وسياسية ساخرة، أي هي مجلة اعتمدت بشكل واضح اسلوب ساخراً في طرح وعرض قضاياها معتمدة على الرسوم الكاريكاتورية. صدرت في حيفا عام 1946، وكان محرروها إميل حبيبي، وحنا نقارة، ويوسف مجدلاني. كانت أهدافها المركزية: التأكيد على الخطاب الوطني الفلسطيني المستند إلى المبادئ الديمقراطية، ومناهضة الهجرة الصهيونية وبيع الأراضي، والدعوة إلى إقامة حكومة فلسطينية مستقلة. ومجلة المهماز هي مجلة ساخرة بطابعها.
قد اهتمت المجلة بصور خاصة بالوضع السياسي الذي ساد البلاد اثناء وصول لجنة التحقيق الأنجلو أمريكية، وكرست اعمدتها بشكل حادث جرى حولها. واشترك في المجلة عدد كبير من الصحافيين، وزينت اعمدتها بالصور السينيمائية وبرسوم الكاريكاتور.
صدر العدد الأول من المجلة في يوم 10 شباط 1946، إلاّ أنها توقّفت بعد أقل من سنة من صدورها، العدد الاخير هو العدد 27، وفي مصادر أخرى يكتب بأن آخر عدد من المجلة كان العدد 40، وقد صدر في تاريخ 12 كانون الثاني 1947، ولكن الأمر المؤكد هو أن المجلة لم تصدر أكثر من سنة بحسب الموسوعة الفلسطينية.
وفي عددها الرابع الصادر يوم الاحد 3 اذار 1946، نشرت المهماز مقالة تحت عنوان «في فمي ماء وهل...!»، بقلم سكرتير التحرير اميل حبيبي، مقالة تناول فيها كاتبها الصحافة العربية الاسبوعية في فلسطين.

## هيئة المجلة
صاحبها ومحررها المسؤول منير إبراهيم حداد، صاحب مطبعة حداد الحيفاوية المشهورة التي كان مقرها في وادي النسناس في حيفا، بالتعاون مع أربعة أعضاء وهم: محمد أبو زياد (أبو صخر)، إميل حبيبي، يوسف مجدلاني والمحامي حنا نقارة. وقد ساهموا هؤلاء الأشخاص بتأسيس مجلة المهماز وكانوا من بين أعضائها، محررها السياسي كان حنا نقارة، محررها الفني يوسف مجدلاني، سكرتير تحريرها إميل حبيبي، ومدير الإدارة العام محمد أبو زايد.